# Die Liebenden von Valdaro

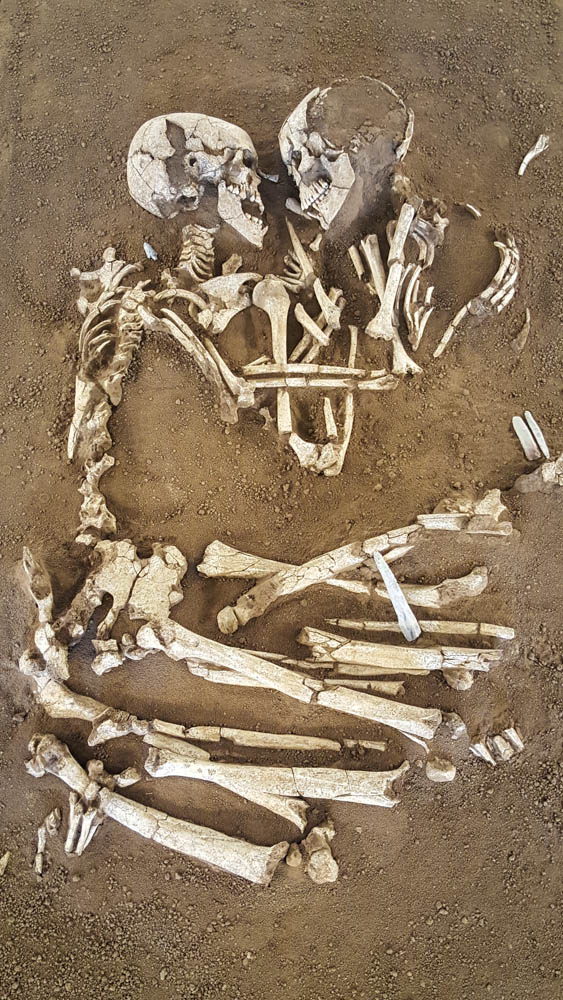
Die Liebenden von Valdaro im Archäologischen Museum in Mantua

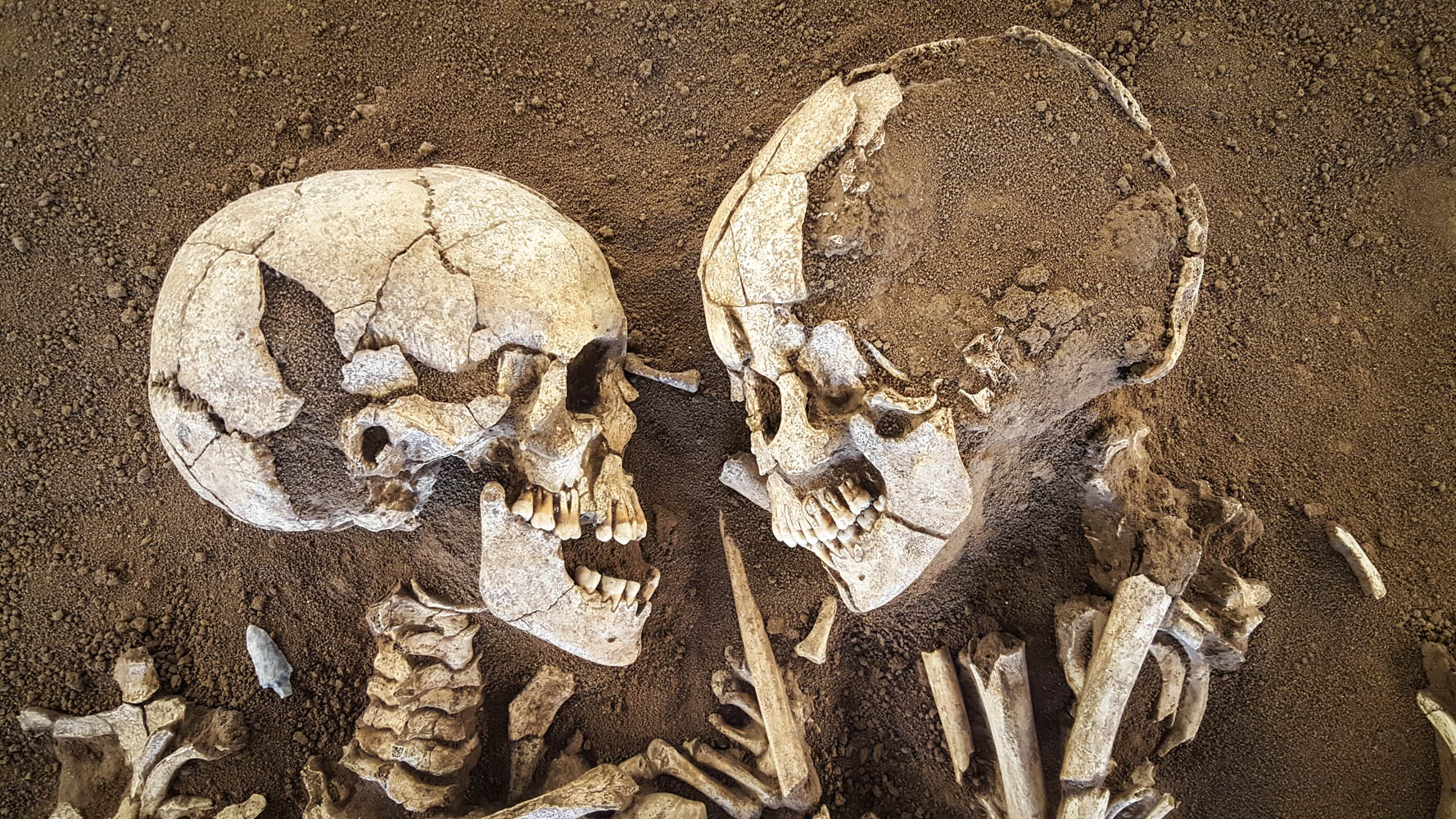
Nahaufnahme des „Liebespaares“

Die Liebenden von Valdaro (‚gli amanti di Valdaro‘), auch als Die Liebenden von Mantua bekannt, ist die Bezeichnung für die Skelette einer Frau und eines Mannes von etwa 18 bis 20 Jahren aus der Jungsteinzeit, die am 5. Februar 2007 in Valdaro, einem Industrievorort vor den Toren Mantuas im Gemeindegebiet von San Giorgio Bigarello in Oberitalien gefunden wurden. Die Skelette lagen seit rund 5500 Jahren eng umschlungen in einem Grab. Bestattungen in einer solchen Haltung waren bis 2015 mit keinem anderen neolithischen Fund belegt. Es ist nicht bekannt, warum das Paar umarmt begraben liegt. Leiterin der Ausgrabung war Elena Menotti.

## Bezeichnung
Die Bezeichnung „Liebende“ ist spekulativ, da nichts über die näheren Umstände des Lebens und die Todesursache bekannt ist. Es wurden auch Hunde in die Nähe von Menschen gelegt, so dass sich hierin möglicherweise das Abbild einer emotionalen Bindung in den Begräbnissitten zeigt; Hinterbliebene könnten das junge Paar bewusst in dieser Haltung beigesetzt haben.

## Datierung und Bestimmung des Alters
Das Alter der Grabstätte wurde zunächst aufgrund der darin vorhandenen Werkzeuge und einer Pfeilspitze auf 5000 bis 6000 Jahre geschätzt. Mit der Radiokarbonmethode wurde das Alter auf 4557 ± 51 Jahre BP datiert, was einem kalibrierten Zeitraum von 3370–3315 v. Chr. entspricht.
Bei dem Paar handelt es sich um einen Mann und eine Frau. Da ihre Zähne noch intakt sind, wurde schon kurz nach der Entdeckung angenommen, dass sie relativ jung verstorben sein mussten. Heute wird ihr Alter auf 18 bis 20 Jahre geschätzt.

## Bergung, wissenschaftliche Untersuchungen und Präsentation
Normalerweise werden bei Skelettfunden die Knochen einzeln ausgegraben. Die Liebenden von Valdaro wurden im Block geborgen.
Daniela Castagna, eine der Archäologen, bemerkte gegenüber einer Fernsehanstalt, dass das Grab in Nord-Süd-Richtung angelegt sei, ein weiteres Einzelgrab in der Nähe jedoch in Ost-West-Richtung. In den letzten Jahren wurden in der Umgebung insgesamt 36 Beisetzungen entdeckt, hinzu kamen zwei beerdigte Hunde, möglicherweise drei. Die beiden sicher identifizierten Hunde, wahrscheinlich Wolfshunde, lagen zusammen mit menschlichen Toten im Grab, in einem Falle mit zwei Erwachsenen, im anderen zu Füßen eines einzelnen. Auch hier fanden sich hinsichtlich der Ausrichtung der Toten einige abweichende Fälle. Die Haltung der Toten war ebenfalls nicht einheitlich. Da es keine Störung durch neue Gräber gab, geht man davon aus, dass die Gräber oberirdisch markiert waren, so dass die Ruhe der Verstorbenen nicht durch spätere Beisetzungen gestört wurde. Meist wurden drei, manchmal vier Individuen gleichzeitig in „nuclei“ beigesetzt – eine Art Verdichtung oder Kernbildung –, also erkennbar gemeinsam, nahe beieinander und auf ähnliche Art und Weise, etwa hinsichtlich der Ausrichtung, so dass sie als zusammengehörende „Gruppen“ in Abgrenzung zu den übrigen Gräbern erkennbar sind. Beigaben waren üblich.
Das Paar wird so wie vorgefunden im Archäologischen Nationalmuseum Mantua ausgestellt, dem Museo Archeologico Nazionale di Mantova. Nur durch Spenden konnte die Vitrine finanziert werden, die nach Angaben der Museumsleiterin Maria Elena Menotti allein 40.000 Euro kostete. Da die Erstpräsentation des Fundes im April 2015 kaum in die Tourismuswerbung einfloss, fanden sich am ersten Tag nur zwölf Besucher ein.
Ein zweiter bedeutender Fund, jener des Hundes, der zusammen mit einem Jäger beigesetzt wurde, wird seit 2015 ausgestellt. Der Mann erhielt den Namen Orione, während der Hund Sirio genannt wird. Die beiden waren 2009 entdeckt worden. Sie wurden im Mantuaner Archäologiemuseum erstmals vom 27. bis 31. Oktober 2015 ausgestellt. Mittlerweile ist das Paar Teil der Dauerausstellung.
Die weiteren Untersuchungen wurden von James Tirabassi im Museo Civico di Como geleitet, wo der Fund bis 2009 blieb. Danach wurde er in Mantua zwei Jahre in einer Holzkiste verwahrt. Ein Komitee aus Bürgern der Stadt, den städtischen Museen, der Kommune und der Provinz organisierte schließlich die Ausstellung der Funde. Die Kommune erklärte sich bereit, 30.000 Euro der Ausstellungskosten zu übernehmen. Spenden kamen von Verbänden und Einzelpersonen. Die Regierung in Rom beteiligte sich nicht.

## Rezeption
Die Ausgräberin Maria Elena Menotti formulierte 2007 gegenüber der BBC, die Toten würden „sich tatsächlich umarmen“. Massenmedien wie der Boston Globe oder der Daily Mirror nahmen diese Interpretation in ihren Schlagzeilen auf, sodass bald die Bezeichnung „Die Liebenden von Valdaro“ kursierte. Nachdem USA Today und Associated Press mit „prähisorischem Romeo und Julia“ titelten, wurde spekuliert, ob die im Raum Mantua und Verona spielende Geschichte aus Shakespeares Werk nicht weit in die Vorgeschichte der Menschheit zurückreiche.
Einige Archäologen verwahrten sich gegen die vorschnellen Deutungen, da nicht einmal die Methodik der Geschlechtsbestimmung diskutiert wurde. Dass eine solche Umarmung möglicherweise auf zusammengekauerte Verwandte, also auf Angst hindeuten könnte, oder auf Wut bei Fremden, die sich angriffen, wurde kaum in Erwägung gezogen. Die wenigen Mutmaßungen in diese Richtungen wurden von der internationalen Berichterstattung übertönt. Sie erwähnte auch kaum, dass nur einen Meter links von dem Paar ein weiterer Leichnam gehoben wurde, der in Fötushaltung lag. Durch diese Art der Berichterstattung reduzierte sich die Zahl der Bilder, die in den Medien kursierten. So hatte das Lokalblatt ursprünglich 20 Bilder von der Ausgrabung präsentiert, von denen letztlich nur ein einziges blieb, das die Interpretation als Liebende am besten zu illustrieren schien.
Nachdem sich diese Deutung allgemein durchgesetzt hatte, ließen sich zahlreiche Künstler von dem Paar inspirieren. Quitting Heaven, eine Heavy-Metal-Gruppe, intonierte einen Skeleton Kiss, Fall Out Boy Believers Never Die, Tesla Forever More (2008) oder Darkest Hours The Human Romance. Die Künstlerin Marzia Migliora schuf eine Tonskulptur des Paares mit dem Titel lei, che non dormiva mai (sie, die niemals geschlafen hat). Als der Block nach Como gebracht wurde, um weitere Untersuchungen vorzunehmen, schrieb ein italienischer Journalist von einer „Hochzeitsreise“, und in Como wurde der inzwischen berühmte Fund vom Bürgermeister empfangen.
2015 veröffentlichte Ralph Dutli einen Roman mit dem Titel Die Liebenden von Mantua, in dem die beiden Skelette eine zentrale Rolle spielen.